# Marie Marešová
Marie Marešová (22. června 1922, Plzeň – 3. prosince 2003, Praha) byla česká herečka, neteř herce Františka Kováříka. 

## Život
Byla dcerou Emila Mareše, ochotnického režiséra. Svoji hereckou kariéru zahájila v roce 1939 (zde hrála po boku Miroslava Horníčka) v plzeňském Divadle Josefa Kajetána Tyla, kde hrála ve studentském avantgardním souboru. Po 2. světové válce zde od roku 1945 do roku 1947 posléze hrála i ve svém prvním angažmá. Z Plzně odešla do Prahy, kde působila nejprve dva roky v Divadle satiry, od roku 1949 až do roku 1990 , tedy více než 40 let byla členkou hereckého souboru Realistického divadla (dnešní Švandovo divadlo) na Smíchově.
V českém filmu a posléze i v televizi hrála především vedlejší či epizodní role. Od poloviny 60. let se začala uplatňovat v dabingu.

## Práce pro rozhlas
- 1990 Jiří Robert Pick: Anekdoty Franci Roubíčka, tragikomedie o muži, který nedokázal neříct anekdotu. Hudba Vladimír Truc. Dramaturg Dušan Všelicha. Režie Josef Červinka. Účinkují: Tomáš Töpfer, Růžena Merunková, Barbora Kodetová, Marie Marešová, Miloš Hlavica, Jiří Lábus, Zdeněk Ornest, Josef Velda, Oldřich Vízner, Martin Velda, Simona Stašová a Jaroslava Kretschmerová. Natočeno v roce 1990.[3]

## Ocenění
- 1994 Cena Senior Prix
- 2002 Cena Františka Filipovského za celoživotní mistrovství při práci v dabingu